# Calypte anna
El colibrí de Ana o colibrí cabeza roja (Calypte anna), es una especie de ave apodiforme de la familia Trochilidae —los colibríes—, una de las dos pertenecientes al género Calypte. Es nativo de la costa oeste de América del Norte.

## Distribución y hábitat
Se distribuye por buena parte de la costa oeste de América del Norte, nidifica desde el sur de Canadá (sur de Columbia Británica), por la costa oeste de Estados Unidos (hacia el sur hasta el sur de Arizona) y el norte de México (Baja California). Realiza migraciones parciales en temporada no reproductiva, hacia el norte hasta Alaska y hacia el sureste hasta Nuevo México, y en México hasta el norte de Sonora, esporádicamente en Chihuahua, Coahuila y Nuevo León.
Esta especie es considerada común en sus hábitat naturales, las zonas boscosas abiertas y de chaparral, aunque se ha adaptado plenamente y expandido espectacularmente su área de distribución a los jardines y parques urbanos y suburbanos. Hasta los 1800 m de altitud. Tiene una población estimada de 9 600 000 individuos maduros y aumentando, no se considera amenazada.

## Descripción
Mide entre 9 y 10 cm de longitud y pesa unos 4 a 4,5 g. Tiene el dorso de color bronce y verde, un pecho plomo pálido y flancos verdes. Su pico es largo, recto y delgado. El macho tiene una corona y garganta color rojo carmesí iridiscente así como una cola oscura con puntos de y-griega. Es la única especie de América del Norte con una corona roja. La hembra no tiene rojo en el cuello, y sus partes inferiores son más verduscas.

## Sistemática

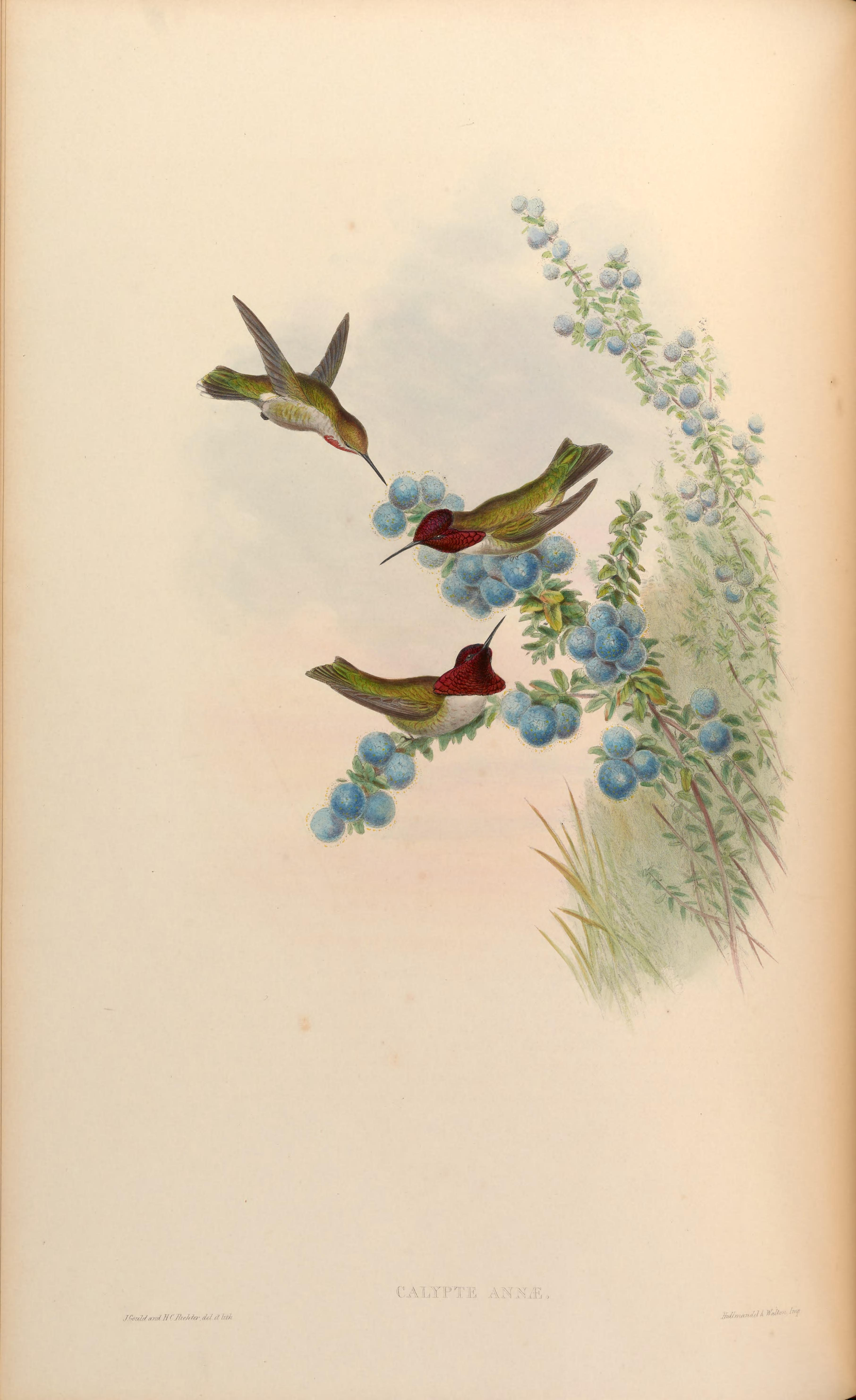
Calypte anna, ilustración de Gould y Richter en A monograph of the Trochilidae, or family of humming-birds 3, 1861.

### Descripción original
La especie C. anna fue descrita por primera vez por el ornitólogo francés René Primevère Lesson en 1829 bajo el nombre científico Ornismya anna ; su localidad tipo es: «California, p. ej. San Francisco».

### Etimología
El nombre genérico femenino «Calypte» no tuvo su origen definida por el autor, probablemente deriva del griego «kaluptrē», un velo femenino o vestimenta de la cabeza, en referencia a la corona púrpura-violeta iridiscente y a la gorguera alargada del macho de Calypte costae; y el nombre de la especie «anna», conmemora a Anne d'Essling (1806–1896) esposa del recolector francés François Victor Masséna, 2o. duque de Rivoli.

### Taxonomía
Es monotípica. Se han registrado híbridos de la presente especie con Calypte costae, Calothorax lucifer, Archilochus alexandri, Selasphorus calliope, Selasphorus rufus, Selasphorus sasin, Selasphorus platycercus y Cynanthus latirostris.